# Abraxas ateles
Abraxas ateles là một loài bướm đêm trong họ Geometridae.